# Låstrup Sogn
Låstrup Sogn er et sogn i Viborg Østre Provsti (Viborg Stift).
I 1800-tallet var Skals Sogn anneks til Låstrup Sogn. Begge sogne hørte til Rinds Herred i Viborg Amt. Låstrup-Skals sognekommune blev ved kommunalreformen i 1970 indlemmet i Møldrup Kommune, som ved strukturreformen i 2007 indgik i Viborg Kommune.
I Låstrup Sogn ligger Låstrup Kirke.
I sognet findes følgende autoriserede stednavne:
- Kjeldgårdsminde (bebyggelse)
- Låstrup (bebyggelse)
- Nørre Borup (bebyggelse, ejerlav)
- Nørre Rind (bebyggelse, ejerlav)
- Sønder Borup (bebyggelse, ejerlav)
- Vie (bebyggelse)